# Xyris sanguinea
Xyris sanguinea là một loài thực vật hạt kín trong họ Hoàng đầu. Loài này được Verm. ex Malme miêu tả khoa học đầu tiên năm 1928.